# Paulaner
Paulaner Brauerei GmbH & Co KG (произносится Пауланэр) — немецкая пивоваренная компания, расположенная в Мюнхене. Входит в состав пивоваренной группы Paulaner Brauerei Gruppe GmbH & Co. KGaA.

## История
Основана в 1634 году монахами-пауланами. Немецкое название ордена происходит от имени его основателя, Франциска из Паолы. Его изображение находится на логотипе Пауланера. Первоначально монахи варили пиво лишь для собственных нужд, однако в праздничные дни они продавали Бок-бир, которое вскоре стало пользоваться достаточно широкой локальной популярностью. В 1806 году пивовар Франц Ксавер Захерль приобрел бывшую монастырскую пивоварню и продолжил варение тёмного крепкого пива под названием Salvator. В 1861 году был открыт пивной подвал под названием Salvator Keller на горе Нокхерберг.
В 1928 году пивоварня слилась с Gebrüder Thomas Bierbrauerei и стала называться Paulaner Salvator Thomas Bräu. В 1994 году форма собственности была изменена и пивоварня стала называться Paulaner Brauerei AG, однако уже в 1999 году вновь сменила форму собственности и стала называться Paulaner GmbH und Co. KG.
15 сентября 2015 года начал работу новый завод компании в районе Лангвид на северо-западе Мюнхена на месте сельскохозяйственных земель площадью 15 гектаров. Расчётная мощность производства на 20 % больше действующего завода — 3,5 млн гектолитров в год с возможностью дальнейшего расширения. В феврале 2016 года он вышел на полную мощность. В марте 2016 года старый завод у горы Нокхерберг в центре Мюнхена был закрыт. Новая пивоварня на 25 % покрывает свои потребности в теплоэнергии за счёт биогаза, полученного в результате очистки её сточных вод. 60 % потребляемой электроэнергии генерируется когенерационными установками предприятия.

## Деятельность
На 2018 год пивоварня предлагает 18 сортов пива и пивных коктейлей.
В 2017 году Paulaner стала шестой маркой по объёмам продаж пива и пивных коктейлей на немецком рынке. За 20 лет объём продаж Paulaner в Германии вырос на 40% до 2,39 млн. гл.
Помимо основной пивоварни в Мюнхене, компания имеет сеть пивных ресторанов Paulaner Bräuhaus по всему миру, в которых варится подаваемое пиво.
Paulaner традиционно представлена одноимённой палаткой на мюнхенском Октоберфесте.

## Спонсорская деятельность
Пивоварня является спонсором футбольной команды Бавария.